# S'more
En s'more är en sötsak som traditionellt tillagats vid camping i USA och Kanada. Den består av en grillad marshmallow och ett lager choklad mellan två grahamskex.

## Etymologi och ursprung
S'more förefaller vara en sammandragning av "some more". Något specifikt ursprung är inte känt, men den äldsta kända förekomsten av receptet förekommer i "Tramping and Trailing with the Girl Scouts" från 1927.

## Tillagning

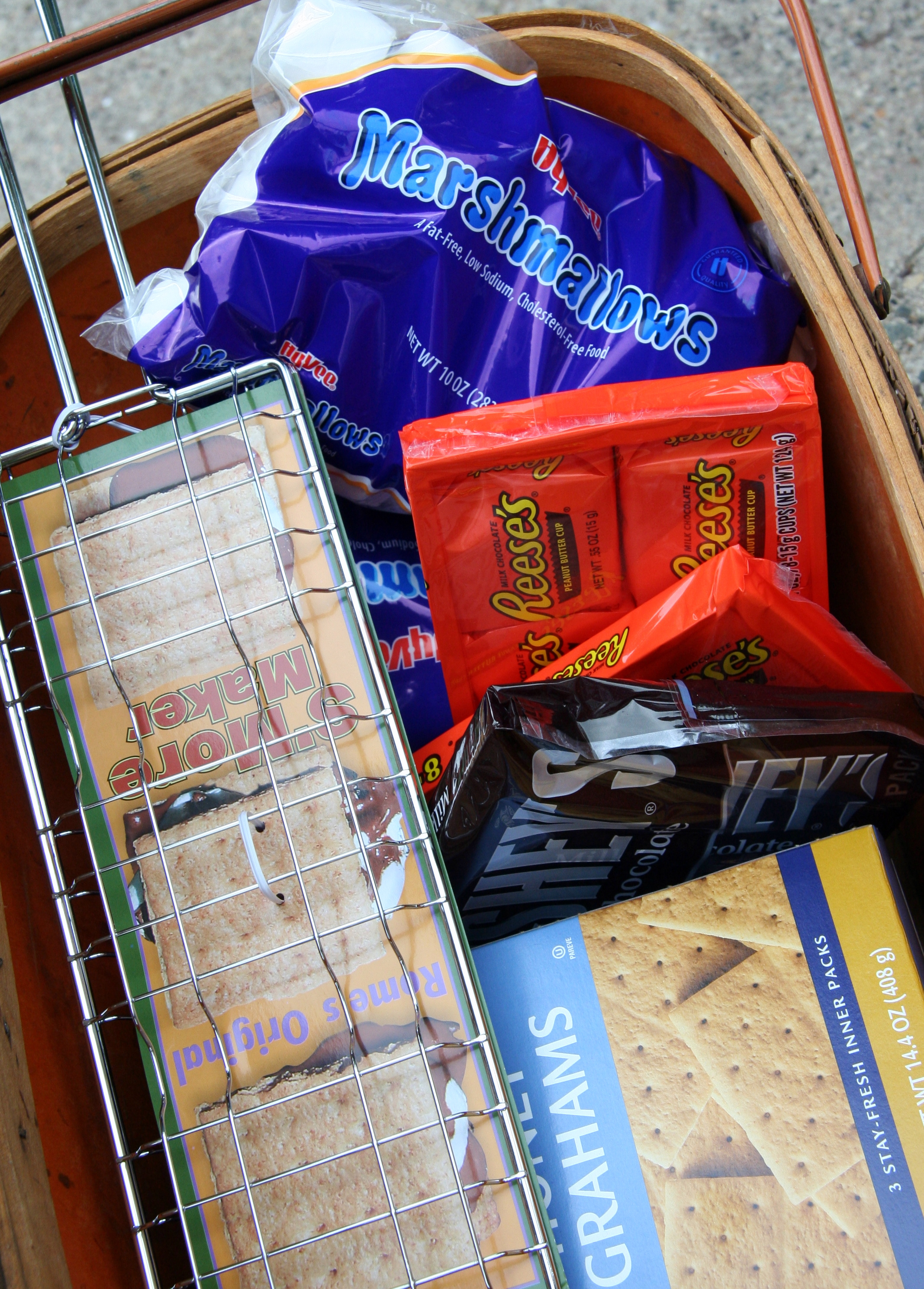
En picknickkorg med ingredienser för att tillaga s'mores.

S'mores förknippas med camping och tillagas traditionellt vid lägereld. En marshmallow spetsas på en pinne och grillas över öppen eld tills ytan börjar bli brun. Innanmätet är då mjukt eller rinnande. Marshmallowen lyfts då av med grahamskexen, mellan vilka man lagt en bit choklad som smälter av värmen. Man kan även sammanställa hela s'moren i kallt tillstånd och värma den som en enhet.
S'mores är så populärt i USA att många livsmedelsaffärer har grahamskex, marshmallows och choklad samlat på samma hylla under sommarmånaderna.